# Азизходжаев, Алишер
Азизходжаев Алишер Аббасович  (1953, Риштан — 9 января 2012, Ташкент) — узбекский учёный, доктор юридических наук, профессор, политический деятель, заместитель премьер-министра (1996—1998, 2003), министр культуры и спорта; .

## Биография
Родился в 1953 году в Риштане когда его отец работал в правоохранительных органах Ферганской области. В 70 годы окончил юридический факультет Ташкентского Государственного Университета им. Ленина, аспирантуру, защитил кандидатскую-докторскую диссертацию, преподавал в юридическом факультете.
После приобретения независимости Узбекистана советник Президента Республики Узбекистан (до ноября 1996).
Заместитель премьер-министра (курировал культуру и образование) (1996—1998). Одновременно, с 21 апреля 1998 — член Межведомственной комиссии по изучению законности деятельности религиозных общин, течений и групп.
Ректор Академии государственного и общественного строительства при Президенте Республики Узбекистан (1999—2003). С 10 июля 1998 заместитель председателя Межведомственной координационной комиссии по совершенствованию и повышению эффективности информационной деятельности и передачи данных.
C 7 октября 2003 г. — заместитель премьер-министра (курирует вопросы культуры). Одновременно — председатель Республиканского совета по духовности и просветительству.
С 4 октября 2004 — министр по делам культуры и спорта Республики Узбекистан.
C 6 июля 2006-ноябрь 2007 — пресс-секретарь Президента Республики Узбекистан.
С ноября 2007 — зав. кафедрой в Ташкентском юридическом институте.
Президент Федерации кураш (национальная борьба) Республики Узбекистан.
Скончался Алишер Азизходжаев 9 января 2012 г. на 58-году жизни от онкологического заболевания.
Сергей Ежков — независимый ташкентский журналист:

 Юрист по образованию, представитель авторитетной ташкентской династии, не гнушавшийся крепким словом, он был настоящий мужик. Не гадил, не участвовал в мелких интригах, был по-своему принципиален и пользовался абсолютным уважением. Рассказывают, как в бытность Алишера Аббасовича вице-премьером кто-то из второстепенных чиновников распределил бесплатные билеты на президентскую ёлку, изначально предназначенные для детей из малообеспеченных семей, среди таких же чиновников и бизнесменов. Узнав об этом, Азизходжаев отдал команду изъять те билеты и отдать их детям уборщиц, сторожей, вахтеров. Тех самых малообеспеченных… Несколько лет назад по команде Алишера Азизходжаева меня убрали из газеты «Правда Востока». Тогда я расценил это, как несправедливость. Однако позже понял, что как чиновник он был совершенно прав: хочешь критиковать власть — делай это, но не в правительственной газете. Фактически он дал мне дорогу в другую журналистику — свободную и не предвзятую. За что я ему искренне благодарен. Мир его праху. 